# Eduardo Cisneros
Eduardo Cisneros (* 14. Mai 1953 in Mexiko-Stadt), auch bekannt unter dem Spitznamen El Vaquero, ist ein ehemaliger mexikanischer Fußballspieler, der vorwiegend im offensiven Mittelfeld agierte.

## Leben
Cisneros begann seine aktive Laufbahn bei seinem Heimatverein Atlético Español, bei dem er von 1972 bis 1975 unter Vertrag stand. Über die Tiburones Rojos Veracruz, die Rayados Monterrey und Atlético Potosino stieß er 1981 zum Club Deportivo Guadalajara. Obwohl er für diesen in der Liga insgesamt 32 Tore in vier Jahren erzielte, fungierte er dort doch zum tragischen Helden, weil er in den Finalspielen der Saison 1983/84 im Súper Clásico del Fútbol Mexicano gegen den Erzrivalen Club América einen Strafstoß verschoss. Nach einem 2:2 im Hinspiel im Estadio Jalisco hatte Cisneros im Rückspiel die Gelegenheit, seine Mannschaft im Aztekenstadion kurz vor dem Pausenpfiff mit 1:0 in Führung zu bringen, scheiterte aber an Américas Schlussmann Héctor Zelada. Am Ende konnte sich América vor eigenem Publikum mit 3:1 durchsetzen. Allerdings sollte gleichzeitig bedacht werden, dass ohne seinen im Halbfinale gegen die UNAM Pumas verwandelten Strafstoß die Mannschaft aus Guadalajara das Endspiel gar nicht erreicht hätte.
In der darauffolgenden Saison 1984/85 scheiterte er im Viertelfinale mit einem schwach getretenen Strafstoß erneut gegen América und verbrachte seine letzte Saison 1985/86 bei den Freseros Irapuato, wo er sich jedoch Ende 1985 mit dem Präsidium überworfen hatte und 1986 nicht mehr antrat.